# أريادنا غوتيريز
أريادنا ماريا غوتيريز أريفالو (بالإسبانية: Ariadna Gutiérrez Arévalo)‏ (ولدت في 25 ديسمبر 1993) ممثلة كولومبية، عارضة أزياء وملكة جمال فازت
بمسابقة ملكة جمال كولومبيا 2014 وحلت وصيف أول في مسابقة ملكة جمال الكون 2015  في حدث غريب بعدما لفظ مقدم الحفل ستيف هارفي اسمها بالخطأ، وخسارتها له بلحظات بعد تتويجها كملكة جمال للكون وبكاءها الحار خلال نزع التاج عن رأسها وتتويج مكلة جمال الفلبين بيا فورتزباش باللقب كملكة جمال للكون 2015.
شاركت في الفيلم السينمائي الشهير إكس إكس إكس: عودة إكساندر كايج (2017), في دور «لولا» .

## وصلات خارجية
- موقع ملكة جمال كولومبيا الرسمي
- أريادنا غوتيريز على موقع IMDb (الإنجليزية)
- أريادنا غوتيريز على موقع قاعدة بيانات الفيلم (الإنجليزية)